# 臨床検査科
臨床検査科（りんしょうけんさか）は病院の診療科の一つであり、臨床検査、すなわち、検体検査と生理検査を専門とする。

## 概要
臨床検査科は、2008年（平成20年）4月の医療法改正で病理診断科とともに標榜診療科となった。
臨床検査科では、臨床検査医学を専門とする医師が、主に、臨床検査部門の管理運営や検査にかかわる診断業務などを行う。
なお、臨床検査の実施は主に臨床検査技師等が行う。

## 解説

### 臨床検査部門
病院では臨床検査（検体検査と生理検査）を実施する部門が独立していることが多く、
検査部（科）、臨床検査部（科）、中央検査部、などさまざまな名称で呼ばれている。
臨床検査部門の存在に加えて、臨床検査を担当する医師が勤務している場合に、
臨床検査科として外部に標榜（広告）することがある。

### 臨床検査科医師の業務
臨床検査科の医師の主な業務は以下のようなものがあげられる。
臨床検査部門の管理・運営
その施設全体の立場から、必要な臨床検査が正しく実施され有効に活用されることを目的とした管理・運営活動（臨床検査の精度保証とよばれる）が中心となる。
なお、臨床検査部門内の検査機器・試薬・物品の管理や臨床検査技師等の技術系の職員の管理の実務は、技術系職員の長（技師長）が担当することが多い。
臨床検査の実施・報告書の作成
検査自体は臨床検査技師が実施するのが通常であるが、臨床検査科等の医師が生理検査室等で患者の検査や報告書の作成を行う場合もある。
また、検体検査についても、骨髄像や免疫電気泳動などの検査については臨床検査科等の医師が診断を含む検査報告書を作成することがある。

臨床医の支援
他の診療科の医師の検査に関する相談への対応、検査結果の解釈の支援、検査計画のアドバイス、などがある。
教育・研究
医学生、他の医療スタッフ等に臨床検査についての教育を行なうほか、大学病院等では業務の一環として研究も行っている。
診療
臨床検査科の医師は、その専門とする分野に応じ、内科系の外来診療などを担当することがある。

### 病理診断科との関係
基本的に、病理診断は臨床検査科の業務には含まれない。
日本では病理診断科と臨床検査科は別の標榜科であり、
また、日本専門医機構の専門医制度においても別の基本領域として位置づけられている。

## 歴史
近代医学の黎明期においては、臨床検査は臨床医学の一環として各診療科で実施されており、
病理学（英語: pathology ）は解剖学や生理学とならんで基礎医学の一領域であった。
米国の病院では、外科学教室の一部門として病理組織検査や病理診断を担当する病理部が誕生し、
1950年代には外科から独立した。同時期に検体検査も発達し、米国の病院の病理部門は、
病理診断（英語:  anatomic pathology, surgical pathology、直訳すると「解剖病理」、「外科病理」）と臨床検査／検体検査（英語: clinical pathology、直訳すると「臨床病理」）を
包括するものとして発展してきた。
この経緯から、米国では、臨床検査に関する医学領域をさす名称としては、「臨床病理（英語: clinical pathology）」が用いられてきた。
一方、日本では1950年代に、病院を近代化して検査部門を設け、各診療科でおこなっていた検査を中央化する施策がはじまったが、
米国とは異なり、病理診断と臨床検査は基本的に別の医学領域として発達してきた。
1951年に日本で初めて山口県立医科大学に設置された臨床検査医学の講座は
米国流に臨床病理学講座とよばれた。
しかし、「臨床病理」という語は、病理診断と紛らわしいため、
その後、各大学に設置された臨床検査医学の講座は、
「臨床検査」、「病態検査」、「検査診断」など、「検査」を含む名称を名乗ることが多くなった。
日本における、医学としての臨床検査の学会も、1955年創立当初は米国流に臨床病理学会とよばれていたが、
2000年に日本臨床検査医学会と改名し、病理診断との区別を明確にしている。
2018年に開始された日本専門医機構による新専門医制度では、臨床検査は病理とならんで基本領域に位置づけられている。